# گرسامان بالا
گرسامان بالا، روستایی در دهستان بیرک شرقی بخش بیرک شهرستان مهرستان در استان سیستان و بلوچستان ایران است.

## جاذبه‌های گردشگری
از جاذبه‌های گردشگری روستا می‌توان به نخلستان‌های سرسبز و طبیعت بکر روستا، کوه گروک، رودخانه ماشکید و قنات‌های کهن اشاره نمود.

## رقص محلی بلوچی
رقصهای بلوچی شامل دوچایی، سه چایی، لنکی، کوپکو و … است. رقصی به نام لیوا که با نواختن سرنا و دهل و لیوا و یک دهل کوچکتر در مراسم شادی برگزار می‌شود. به رقص محلی بلوچی دوچاپی گفته می‌شود (چاپ کلمه ای بلوچی است به معنای دست زدن و به رقص در بلوچی ناچ می‌گویند). دوچاپی نوعی موسیقی و حرکات موزون سنتی آیینین است که از گذشته‌های دور تاکنون در مناسبت‌های مختلف به ویژه جشن‌های شادی رواج داشته و در هنگام اجرا در برنامه‌های عمومی افراد از طبقات مختلف اجتماعی بدون در نظر گرفتن جایگاه و مقام و شغل در آن شرکت می‌کنند به همین سبب می‌توان از آن به‌عنوان آیینی همگانی تعبیر کرد که نوعی همبستگی فرهنگی و اجتماعی ایجاد می‌کند. 

## جمعیت
بر پایه سرشماری عمومی نفوس و مسکن در سال ۱۳۹۵، جمعیت این روستا برابر با ۵۷۳ نفر (۱۲۸ خانوار) بوده‌است.